# Benz Bz.IV
Benz Bz.III — немецкий поршневой 6-цилиндровый авиадвигатель жидкостного охлаждения периода Первой мировой войны.

## История
Двигатель Bz IV был разработан в 1915 году Артуром Бергером в качестве замены Bz IIIa. От предшественника он отличался увеличенным на 30 % рабочим объёмом и наличием двух впускных и двух выпускных клапанов на цилиндр, а также двух нижних распредвалов и двух карбюраторов. После проведенных в феврале 1916 года испытаний в том же году начался его серийный выпуск. К 1918 году было произведено около 6400 (максимум 7000) моторов, которые устанавливались на немецких самолётах типа C (двухместные вооружённые разведчики). Двигатель показал высокую надежность. Кроме того, Bz IV был оснащён первый в мире серийный цельнометаллический самолет Junkers J.I.

## Особенности конструкции
Цилиндры чугунные с охлаждающей рубашкой из листового металла. Картер алюминиевый, поршни первоначально стальные, на поздних модификациях также алюминиевые (в распоряжении британского Министерства Вооружений детали подобного типа впервые попали в феврале 1918 года). С 1917 года выпускалась модификация с увеличенной степенью сжатия (Bz IVü), для отличия от обычных помечавшийся полосами красного цвета на каждом цилиндре.

## Модификации
B IV (FK)Основной тип 1915, сжатие 4,8:1, в 1916 появилась улучшенная версия (5,0:1), годом позже начали устанавливаться алюминиевые цилиндры
Bz IV aВысотный двигатель, сжатие 5,8:1
Bz IV sстальные цилиндры
Bz IV süстальные цилиндры, сжатие 5,8:1; 240 л. с. на 1400 об/мин, вес 380 кг, производился с начала 1918 года

## Применение
Германская Империя
- AEG C.VI
- AEG J.I
- AGO C.IV
- Albatros C.VII
- Albatros C.XIV
- Albatros J.I
- Aviatik C.II
- DFW C.V
- Friedrichshafen FF.49
- Friedrichshafen G.II
- Halberstadt C.III
- Halberstadt C.V
- Hansa-Brandenburg KDW
- Junkers J.I
- LFG Roland C.II
- Lloyd C.V
- LVG C.V-VIII
- Pfalz D.XII
- Pfalz D.XIV
- Sablatnig N I
- Sablatnig P I
- Sablatnig P III

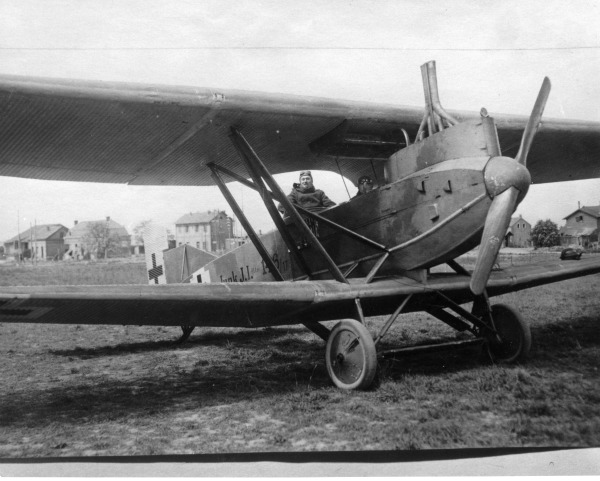
Штурмовик Junkers J.I с мотором Bz IV

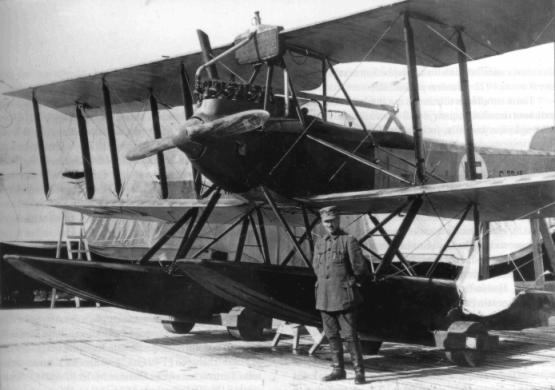
Оснащённый Bz.IV гидроплан FF 49c (Сортавала, Финляндия, 1918 год)

- тяжёлые бомбардировщики Riesenflugzeug

 Нидерланды
- NAVO RK-P4/220

 Литва
- Dobi-II

 Великобритания
- гоночный автомобиль Chitty 2

## Двигатель в экспозициях музеев
Один Benz Bz.IV находится в Центре Стивена Удвара-Гези, филиале Национального музей воздухоплавания и астронавтики при аэропорту имени Даллеса; близ Вашингтона, США (на снимке).